# José Miguel de Barandiarán
José Miguel de Barandiarán y Ayerbe (Atáun, 31 de diciembre de 1889-Ataun, 21 de diciembre de 1991) fue un sacerdote, antropólogo, etnólogo y arqueólogo español. Es uno de los autores más prestigiosos en el ámbito de la antropología, etnografía y cultura de los vascos y cuya obra ha influido a numerosos autores posteriores.
Entre 1917 y 1936 desarrolló un plan sistemático de excavaciones sistemáticas en todo el territorio de Vasconia. Al comienzo de la guerra civil española, Barandiarán se refugió en el País Vasco francés, donde continuó su trabajo. Regresó a España en 1953, donde fue adquiriendo mayor prestigio con el paso de las décadas.
Gran Cruz de la Orden de Carlos III, académico de número de la Real Academia de la Lengua Vasca y miembro de la Real Academia Española en representación de dicha lengua, Medalla de Oro de Navarra, entre otras distinciones. Su interés por la etnografía y la prehistoria le llevó a elaborar numerosas obras sobre antropología y la mitología tradicionales del País Vasco.

## Biografía
Fue el más pequeño de los nueve hijos de Francisco Antonio Barandiarán y Antonia Ayerbe, nació el 31 de diciembre en el caserío Perune–Zarre de Atáun. Guiado por las enseñanzas de su madre, mujer de fe muy profunda, sintiendo la vocación religiosa, dirigió sus estudios al sacerdocio, por lo que a los catorce años ingresa en la Preceptoría de Baliarrain, y más tarde en el seminario de Vitoria, cursando a la vez las carreras de Teología y de Magisterio. Fue ordenado en diciembre de 1914 en Burgos, obtiene la licenciatura en Teología en la Universidad Eclesiástica de Burgos en 1915, y a partir del año 1916 comenzó su interés por la Prehistoria e inicia sus investigaciones en el ámbito de la etnografía y de la arqueología vascas.

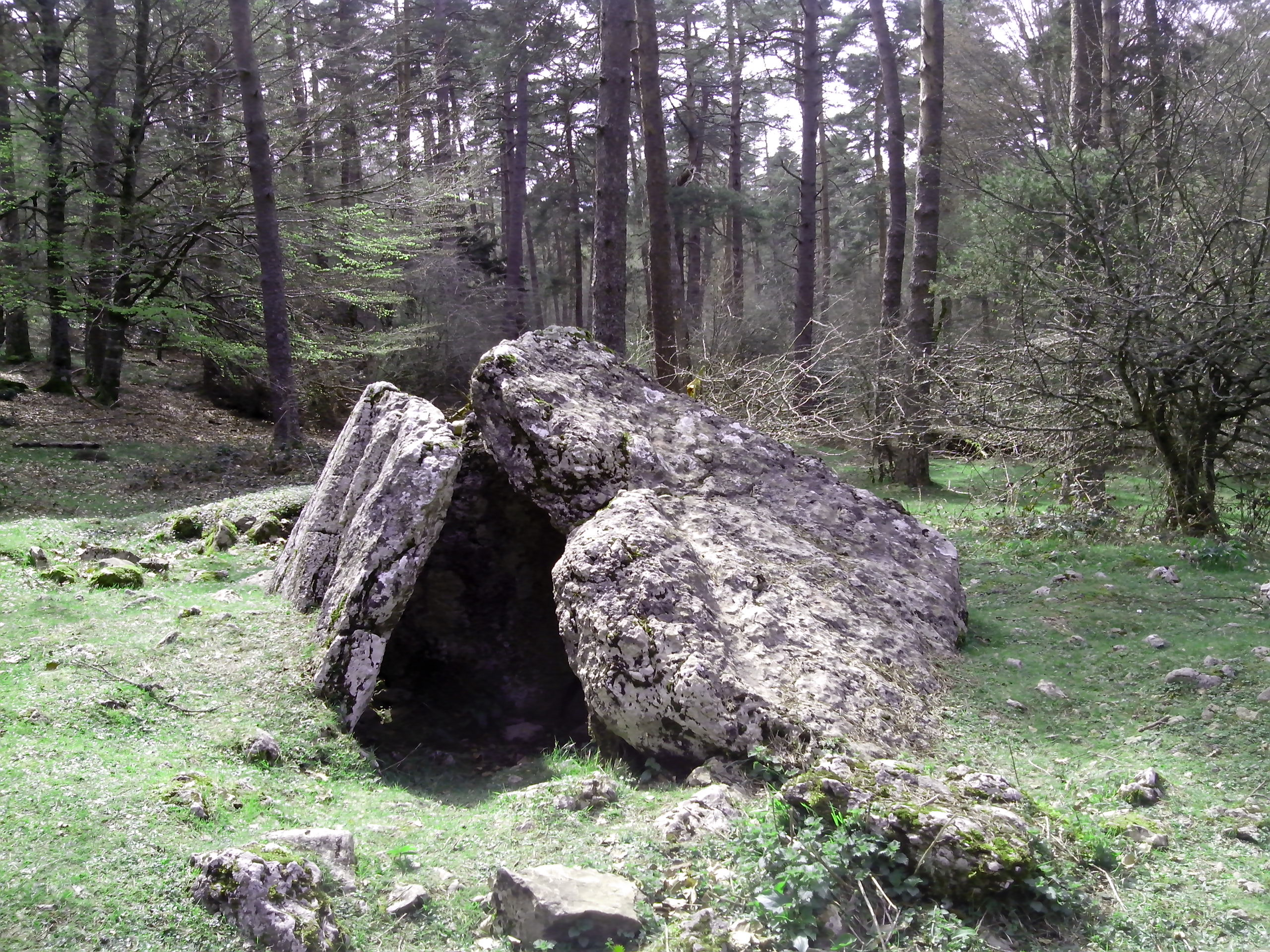
Un dolmen de la sierra de Aralar.

Las enseñanzas del profesor Wilhelm Wundt, autor de la monumental obra Völkerpsychologie, en la Universidad de Leipzig, marcaron el rumbo de sus posteriores investigaciones antropológicas y etnográficas. En el verano de 1916, mientras explora el castillo de San Gregorio, descubre en las inmediaciones de Argarbi, en la sierra de Aralar, nueve dólmenes prehistóricos desconocidos como tales hasta entonces. El joven Barandiarán escribió al profesor Telesforo de Aranzadi, catedrático de Antropología en la Universidad de Barcelona, que estaba excavando monumentos análogos en la vertiente navarra de la sierra de Aralar, comunicándole su hallazgo.
En el verano de 1917, Barandiarán, Aranzadi y el geólogo y catedrático de la Universidad de Oviedo Enrique Eguren, realizaron la primera campaña de excavaciones e investigaciones en los dólmenes del Aralar guipuzcoano. Así se formó el equipo de investigación prehistórica Aranzadi-Barandiarán-Eguren, responsables de muchas prospecciones, excavaciones e investigaciones llevadas a cabo durante los veinte años siguientes, hasta 1936, fecha en la que el comienzo de la guerra civil española los dispersó y no se volvieron a ver.
Profesor del seminario de Vitoria, pronuncia el discurso inaugural del curso 1917-18 sobre Prehistoria vasca. A raíz de la publicación de este discurso entabla relación con el eminente prehistoriador francés Henri Breuil, quien le pone en contacto con el prehistoriador alemán Hugo Obermaier.
En el año 1921, crea la Sociedad de Eusko Folklore, la revista Anuario de Eusko Folklore y la serie de publicaciones Eusko-Folklore. Materiales y Cuestionarios, que recoge mitos y leyendas.
En 1922 y en compañía del profesor Aranzadi realiza una gira por Europa, visitando diversos museos e instituciones.
Durante los años 1923 y 1924, Barandiarán asistiría a los cursos del Abate Breuil, a petición de este último. También durante esta época, Barandiarán conocerá las dificultades que la politización de su trabajo le va a acarrear, encontrando una fuerte oposición de sus superiores eclesiásticos, y por otra parte de los medios anticlericales, lo que no fue obstáculo para que su trabajo fuera reconocido en los ámbitos académicos y fuera nombrado patrono regional del Museo del Pueblo Español de Madrid en el año 1930 y en 1934 miembro del Consejo Permanente de los Congresos Internacionales de Antropología y Etnología de Londres.
Entre sus discípulos de esta época se cuenta Julio Caro Baroja, sobrino de Pío Baroja, que le solicitó que lo incluyera en su equipo de investigación.
En 1929, emprende un segundo viaje de estudios, de nuevo con el doctor Aranzadi, recorriendo diferentes sociedades e institutos antropológicos.
En el periodo comprendido entre 1917-1936, en compañía de los doctores Aranzadi y Eguren, lleva a cabo un plan sistemático de excavaciones arqueológicas sobre todo en el territorio del País Vasco: dólmenes de la sierra de Aralar (1917), de la sierra de Aitzgorri (1918), de Atéun-Burunda (1919), de Altzania (1920), de la sierra de Encía y de Elosua Placencia ( 1921), de Belabieta y Urbasa y grutas artificiales de Santimamiñe (1924, 1925 y 1931), Lumentxa (1925), cavernas de Ermittia y otras de Guipúzcoa (1924 y 1927), Bolinkoba (1933) y Urtiaga-Iciar (1936).
En 1935 es nombrado en Londres miembro del Consejo Permanente del Congreso Internacional de Antropología y Etnografía.

## Exilio
Al comienzo de la Guerra Civil, Barandiarán se exilió en el País Vasco francés, donde continuó sus investigaciones. Como consecuencia de la guerra, partió desde el puerto de Motrico, con destino al puerto de Socoa, cercano a la ciudad vascofrancesa de San Juan de Luz.
Una vez en suelo francés, desde el seminario de Vitoria se le ordenó acudir al cercano seminario de Bayona, para atender a los seminaristas allí refugiados. Durante el exilio, primero fijó su residencia desde 1936 a 1941 en Biarriz, Bajos Pirineos y desde 1941-1953, en el pueblo de Sara, acompañado por su sobrina Pilar, que fue una parte muy importante en su vida.
En 1946 crea el Institut Basque de Recherches, denominado Ikuska, y comienza a editar un boletín del mismo nombre con las investigaciones realizadas.
Durante el periodo 1946 a 1950, participa intensamente en congresos internacionales: Londres y Oxford (1946). París: Congreso de Archeocivilizacion y Musée de l'Homme (julio y septiembre de 1947), París (1948), Bruselas (1948 y 1949).

## Regreso al País Vasco

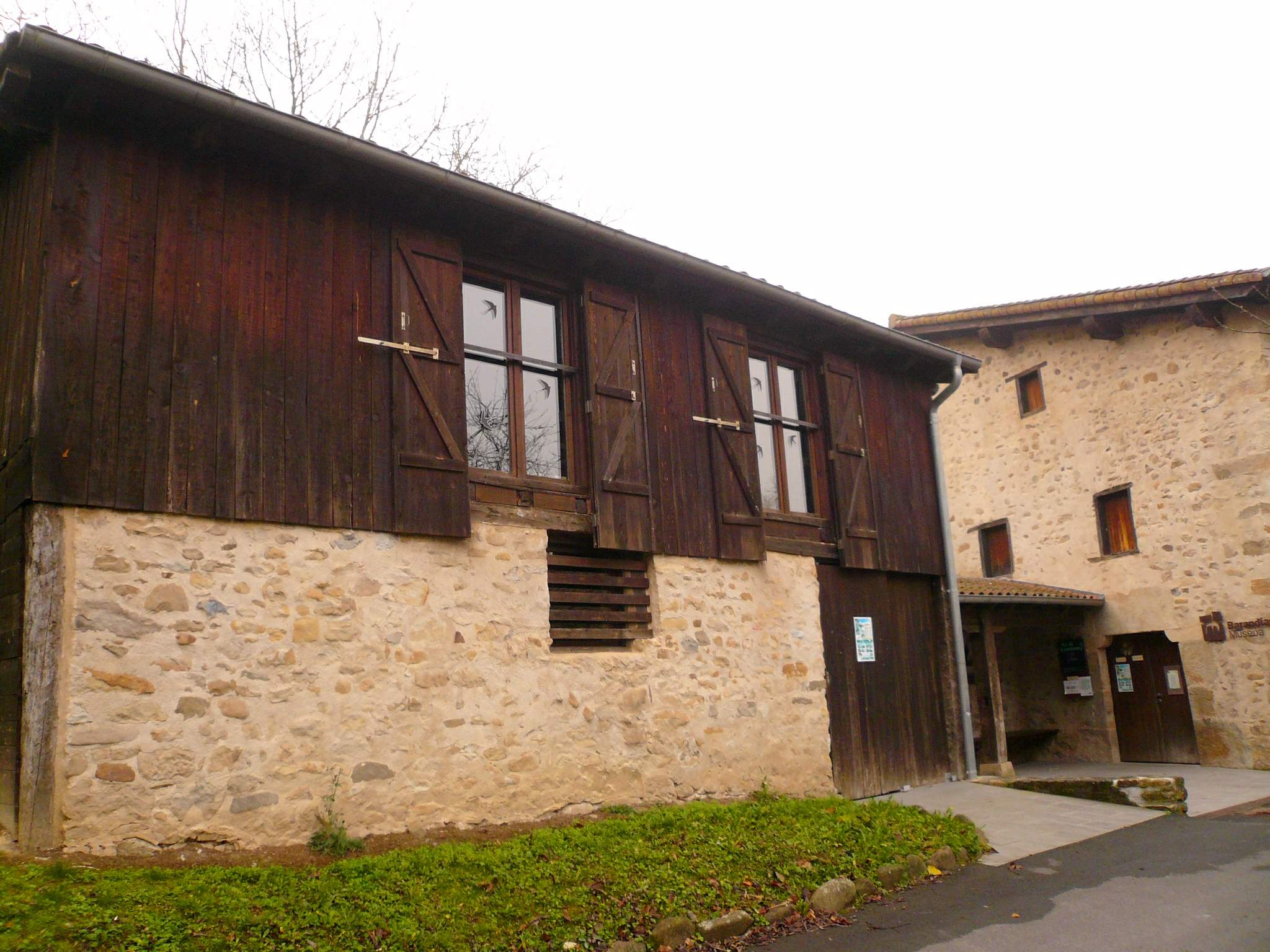
El Museo Barandiarán, en Ataun

Tras estas peripecias, en el mes de octubre de 1953, José Miguel Barandiarán puede regresar a su Ataun natal. Coincidiendo con su feliz regreso, se crea en la Universidad de Salamanca la cátedra de Estudios Vascos Larramendi, de la que el padre Barandiarán fue el primer profesor invitado, y en la que pronuncia, a requerimiento de su rector el profesor Antonio Tovar, la conferencia sobre El estado actual de los estudios vascos.
Al año siguiente de su regreso, reanudó las excavaciones arqueológicas en la cueva de Urtiaga, bajo el patrocinio de la Sociedad de Ciencias Aranzadi, precisamente en el mismo yacimiento donde las tuvo que abandonar 18 años antes.
En 1956 inicia las del importante yacimiento de Lezetxiki en Mondragón y en 1960 las de Aitzbitarte IV en Rentería. Estos yacimientos se transformaron a la vez en escuelas de campo, donde jóvenes prehistoriadores, que terminaban entonces sus carreras universitarias (Jesus Altuna, J.M. Apellaniz]l, Ignacio Barandiarán...) se fueron formando en las técnicas de campo bajo la dirección de don José Miguel.
Ese mismo año, comienza a reeditar el anuario de Eusko Folklore —desde el volumen número 15 hasta el 30 (1991)—, bajo el patrocinio de la Sociedad de Ciencias Aranzadi, y reemprende sus investigaciones arqueológicas creando nuevos equipos de jóvenes investigadores. Exploraciones en los yacimientos de Lezetxiki, Aitzbitarte, Kurtzia, Atxeta, Urtiaga, Axlor, Ekain, entre otros.
De 1965 a 1977 regenta la cátedra de Etnología Vasca creada en la Universidad de Navarra. En febrero de 1964 comienza a ejercer de profesor de euskera en la cátedra de Vascuence de la Facultad de Filosofía y Letras de la Universidad de Navarra. Establece el Plan Etniker, formando en toda la geografía vasca equipos de investigadores y colaboradores que lleven adelante un plan sistemático de recogida etnográfica con objeto de elaborar el Atlas Etnográfico de Vasconia.
En 1972 la Gran Enciclopedia Vasca de Bilbao comienza a editar sus obras, que completarán un total de 22 volúmenes. Ese mismo año fue él quien inició en trabajos de investigación al historiador Joseba Agirreazkuenaga, en un proyecto sobre etnografia en Busturia.
En 1976, en unión de Manuel Lekuona, los doctores Irigaray y Gárate, Manuel de Irujo y Agustín Zumalabe, componentes de la última junta permanente de la Sociedad de Estudios Vascos, pone de nuevo en marcha esta sociedad. En la asamblea general de Oñate, de septiembre del mismo año, es nombrado por unanimidad presidente de Eusko Ikaskuntza.
A finales de 1989, publicó Mitos del pueblo vasco, y cumplidos los 100 años, trabajaba supervisando para la imprenta una serie de investigaciones etnográficas llevadas a cabo años atrás en el pueblo navarro de Ezcurra.
Durante el resto de su vida continuó realizando investigaciones de campo y una importante actividad divulgadora, hasta su fallecimiento, el cual tuvo lugar en Ataun, el 21 de diciembre de 1991, a los 101 años de edad.

## Importancia de su labor
Su trabajo se caracteriza por una visión de la cultura vasca alejada de las pasiones. 

## Relación de sus obras principales
- Paletnografía vasca (1921)
- Mitología vasca (1924)
- El hombre primitivo en el País Vasco (1934)
- Antropología de la población vasca (1947)
- Cultura vasca (1977)
- Historia general del País Vasco (1980)
- Brujería y brujas (1984)
- Mitos del pueblo vasco (1989)
- Mitología del pueblo vasco (1994)

## Cargos, distinciones y reconocimientos
Presidente de honor de Aranzadi, presidente de Eusko Ikaskuntza - Sociedad de Estudios Vascos, académico de número de la Real Academia de la Lengua Vasca, amigo de honor de la Real Sociedad Vascongada de Amigos del País, miembro de honor del Instituto Labayru.
Barandiarán fue investido doctor honoris causa por la Universidad del País Vasco, por la Facultad de Teología de Vitoria, por la Universidad de Deusto y por la Universidad Complutense de Madrid. En diciembre de 1987 el Gobierno Vasco le otorgó la Cruz del Árbol de Guernica y en 1989 el Gobierno de Navarra la Medalla de Oro de Navarra. 
En junio de 1988 la Sociedad de Estudios Vascos-Eusko Ikaskuntza creó para honrar su memoria la Fundación José Miguel de Barandiarán Fundazioa, como fundación cultural privada, que reeditó el boletín que Barandiarán publicó durante muchos años bajo el patrocinio del Gobierno de Navarra y las tres diputaciones del País Vasco y, además, editó sus memorias.
Calificado como "el más sabio de los antropólogos vascos", y "el patriarca de la cultura vasca", tras el fin de la dictadura su figura fue reconocida, principalmente por el Gobierno Vasco: varios edificios públicos llevan su nombre como el Instituto de Enseñanza Secundaria José Miguel Barandiarán de Lejona (Vizcaya), el Barandiarán Lizeoa de San Sebastián (demolido en 2017 y sustituido por la Urbanización Barandiarán Berri) o la Biblioteca Municipal Joxe Miel Barandiarán de Bermeo, además de un museo en Ataun, su localidad natal, dedicado a su persona y a la cultura y mitología vasca.
Un gran número de municipios vascos le honran en su callejero: en Vizcaya, Baracaldo, Bilbao, Durango, Galdácano, Miravalles, Santurce y Sestao; en Guipúzcoa, Beasáin, Rentería, San Sebastián, Zarauz y Zumárraga; y en la capital alavesa Vitoria. En Navarra tiene una plaza en Pamplona y una calle en el vecino pueblo de Orcoyen. Fuera del País Vasco le dedica una calle la localidad granadina de Santa Fe, la calle del Padre Barandiarán.